# フィリス・ゴードン
フィリス・ゴードン（Phyllis Gordon、1889年10月17日 - 1964年10月16日）は、アメリカ合衆国の女優。

## 人物
1889年にバージニア州サフォークにて誕生。1941年から11年の女優人生の間に、50のサイレント映画とトーキーに出演した。
カリフォルニア州ソノマにて74歳で死亡した

### エピソード
ロンドンの繁華街にて、ペットのチーターを散歩させたことがある。

## 出演作品
- Calamity Anne's Beauty
- The Werewolf (1913)
- 第三の影 Another Thin Man (1939)